# Steaming Satellites
Steaming Satellites ist eine österreichische Band aus Salzburg. Im Jahr 2014 war die Band für den Amadeus Austrian Music Award in der Kategorie Best Video nominiert.

## Geschichte
Das Debütalbum Neurotic Handshake at the Local Clown Party erschien 2006. Musikalisch ist die Band, welche sich zu Anfang als Quartett formierte, später dann aber vorübergehend zu einem Trio wurde und heute wieder als Quartett firmiert, am ehesten dem Spacerock oder im Allgemeinen dem Indie-Rock einzuordnen.
Nach der EP Karate Party 2008 wurde die Band nach einer gemeinsamen Show von Portugal. The Man als Vorband auf deren Europa-Tour eingeladen. Es folgten weitere Touren als Support für u. a. The Builders and the Butchers, Eagle Seagull und Hello Electric. Darüber hinaus gaben Steaming Satellites auch einige Support Shows für z. B. Alt-J, Thin Lizzy, Therapy?, The Raveonettes und viele anderen.
Im Jahr 2012 erschien mit The Moustache Mozart Affaire ihr zweites Album beim Label Hoanzl. Während Steaming Satellites 2012 zahlreiche Festivalauftritte in Österreich und Deutschland absolvierten, arbeiteten die Musiker bereits am Nachfolgealbum Slipstream, welches 2013 beim Label The Instrument Village erschien.
Seit 2014 treten die Steaming Satellites bei Konzerten wieder als Quartett auf und werden von dem alten Mitglied Manfred Mader unterstützt, welcher wieder zu einem festen Bandmitglied wurde und auch an der Produktion des 2015 erschienenen Albums Steaming Satellites beteiligt ist. Mit dem Song "How Dare You!" des Albums Steaming Satellites lieferten sie einen Beitrag zum Soundtrack des 2014 erschienen und vielfach ausgezeichneten Films Das finstere Tal. Im Jahr 2018 erschien das fünfte Album Back from Space - mit einer ausgedehnte Tour durch Deutschland, Österreich und der Schweiz.
Im Jahr 2021 und 2022 erscheinen insgesamt drei Singleauskopplungen.

## Diskografie

### Alben
- 2006: Neurotic Handshake at the Local Clown Party (Rebeat)
- 2012: The Moustache Mozart Affaire (The Instrument Village)
- 2013: Slipstream (The Instrument Village)
- 2015: Steaming Satellites (The Instrument Village)
- 2018: Back from Space (The Instrument Village)
- 2023: Andromeda (The Instrument Village)

### EPs
- 2008: Karate Party
- 2020: Clouded Sky (Assim Records)

### Singles
- 2017: Back from Space
- 2019: Running out of Time
- 2019: Clouded Sky
- 2020: Go Wild feat. Daffodils
- 2020: See You in a Bit
- 2021: The Mellow Dub Theorem
- 2022: Sunshine
- 2022: Better Days
- 2023: I Think I’ve Had Enough

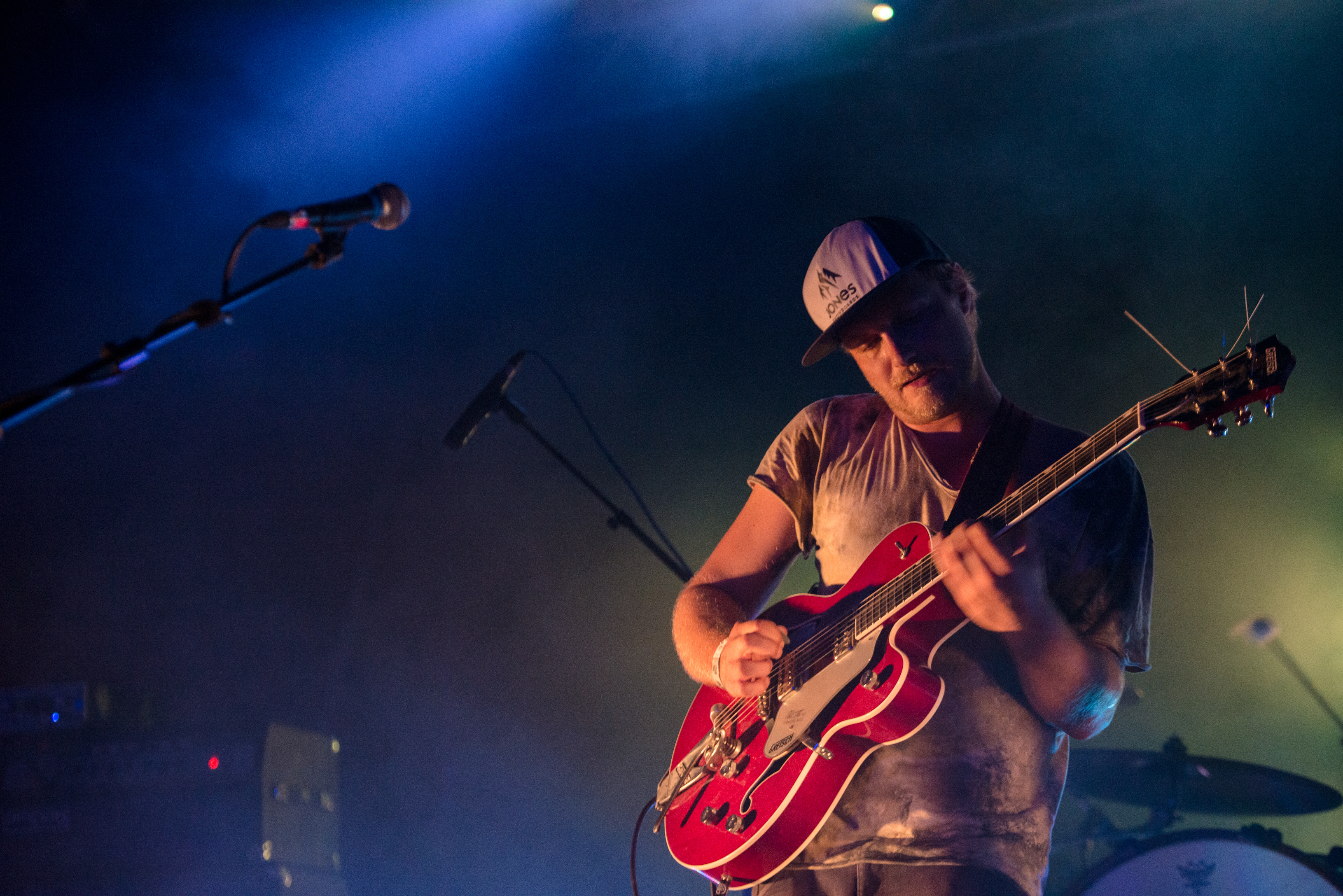
Steaming Satellites auf dem Rock im Dorf 2014
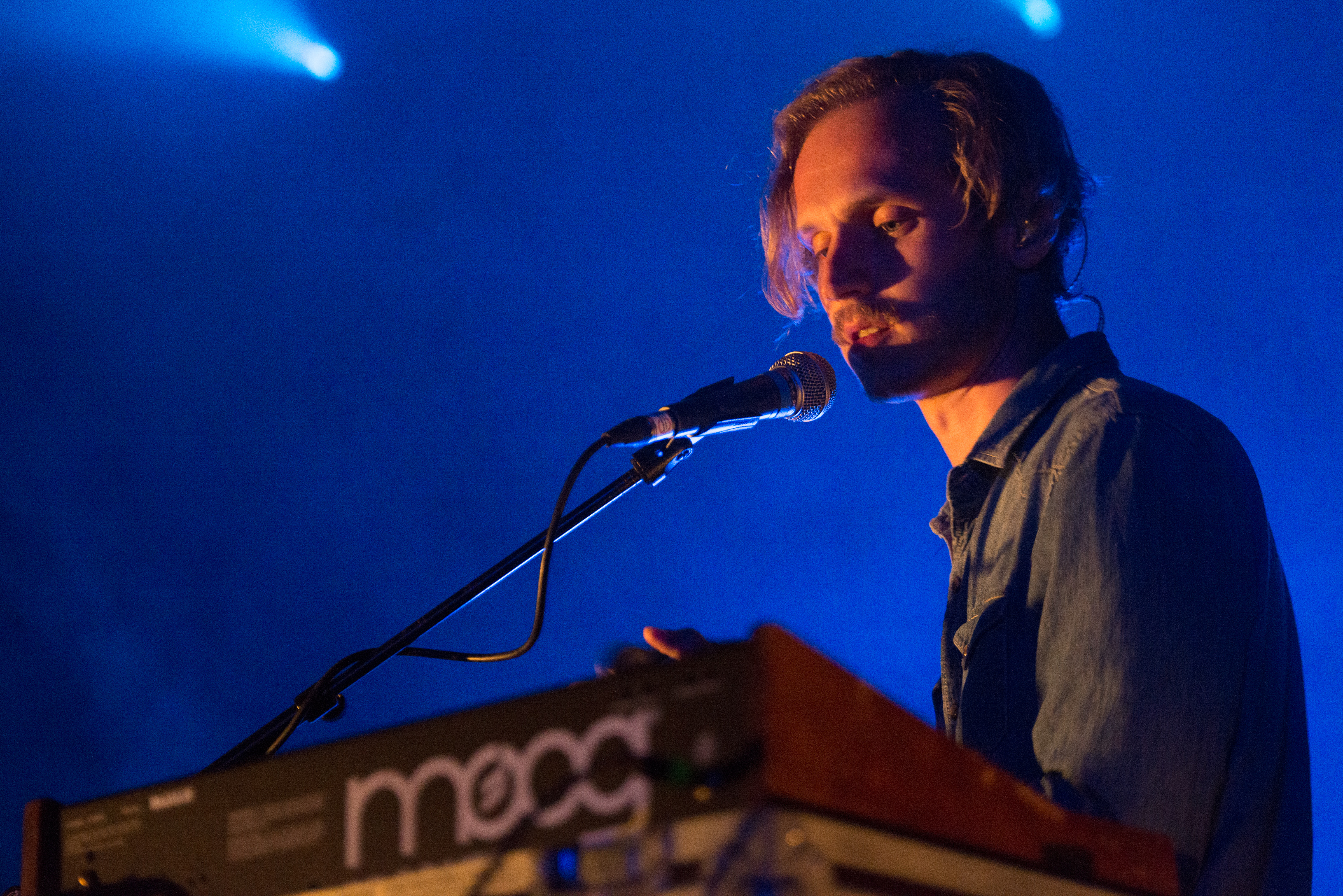
Emanuel Krimplstätter
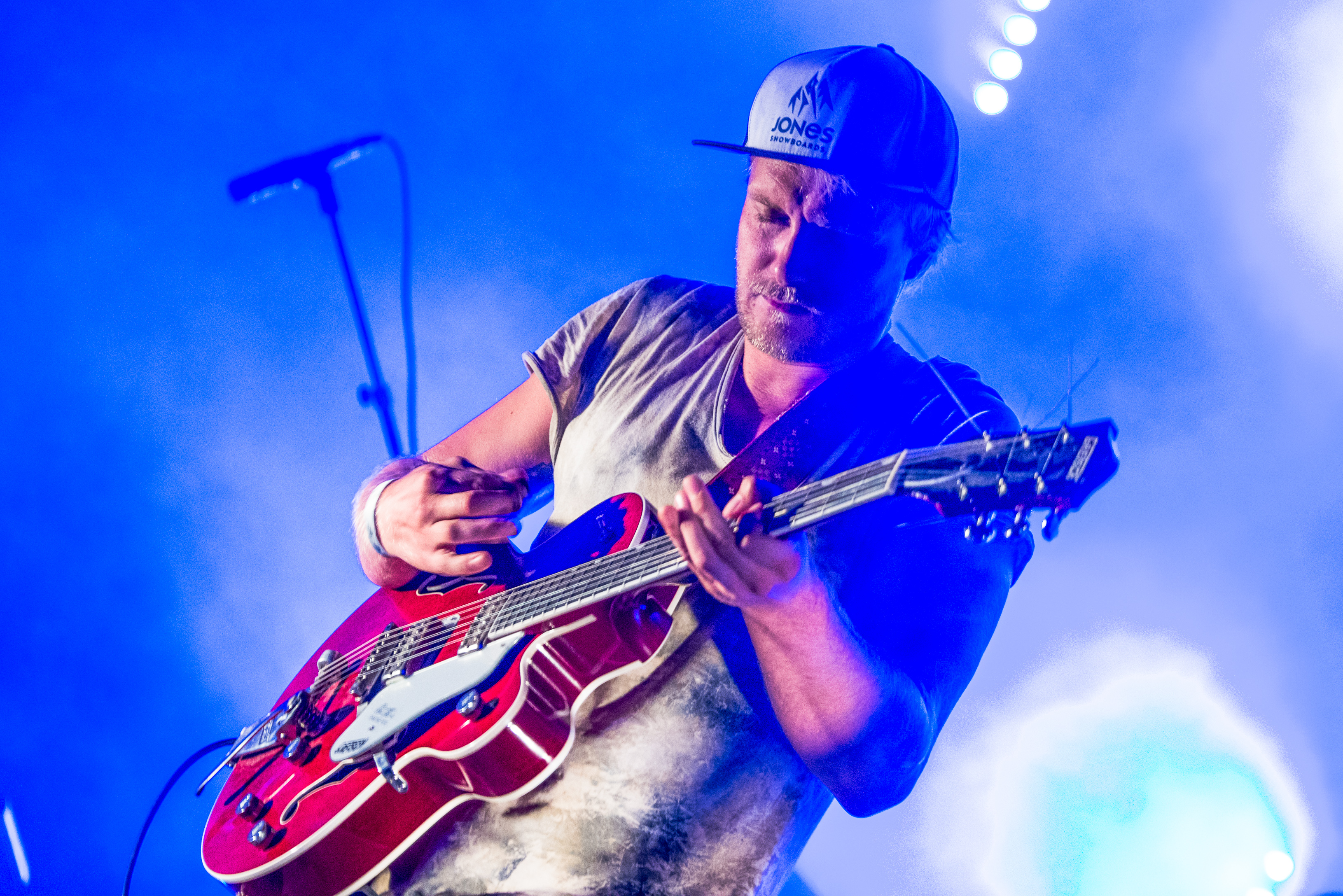
Max Borchardt